# Proales cryptopus
Proales cryptopus är en hjuldjursart som beskrevs av Wulfert 1935. Proales cryptopus ingår i släktet Proales och familjen Proalidae. Inga underarter finns listade i Catalogue of Life.